# Pongo pygmaeus morio
O Pongo pygmaeus morio ou orangotango-do-nordeste-do-bornéu é uma das três subespécies do orangotango-de-bornéu. Podem ser encontradas populações nas províncias de Kalimantan Oriental e Sabah (Indonésia e Malásia).